# Lijst van voetbalinterlands Canada - Mexico
Deze lijst van voetbalinterlands is een overzicht van alle officiële voetbalwedstrijden tussen de nationale teams van Canada en Mexico. De landen speelden tot op heden 37 keer tegen elkaar. De eerste ontmoeting, een vriendschappelijke wedstrijd, werd gespeeld in Montreal op 30 juni 1957. Het laatste duel, een halve finale van de CONCACAF Nations League 2024/25, vond plaats op 20 maart 2025 in Inglewood (Verenigde Staten).

## Wedstrijden
| №  | Plaats           | Datum             | Competitie                      | Wedstrijd       | Uitslag |
| -- | ---------------- | ----------------- | ------------------------------- | --------------- | ------- |
| 1  | Montreal         | 30 juni 1957      | WK 1958 kwalificatie            | Canada – Mexico | 0 – 3   |
| 2  | Mexico-Stad      | 3 juli 1957       | WK 1958 kwalificatie            | Mexico – Canada | 2 – 0   |
| 3  | Toronto          | 24 augustus 1972  | WK 1974 kwalificatie            | Canada – Mexico | 0 – 1   |
| 4  | Mexico-Stad      | 6 september 1972  | WK 1974 kwalificatie            | Mexico – Canada | 2 – 1   |
| 5  | Vancouver        | 10 oktober 1976   | WK 1978 kwalificatie            | Canada – Mexico | 1 – 0   |
| 6  | Toluca           | 27 oktober 1976   | WK 1978 kwalificatie            | Mexico – Canada | 0 – 0   |
| 7  | Monterrey        | 22 oktober 1977   | WK 1978 kwalificatie            | Mexico – Canada | 3 – 1   |
| 8  | Toronto          | 18 oktober 1980   | WK 1982 kwalificatie            | Canada – Mexico | 1 – 1   |
| 9  | Mexico-Stad      | 16 november 1980  | WK 1982 kwalificatie            | Mexico – Canada | 1 – 1   |
| 10 | Tegucigalpa      | 15 november 1981  | WK 1982 kwalificatie            | Mexico – Canada | 1 – 1   |
| 11 | Irapuato         | 6 december 1983   | Vriendschappelijk               | Mexico – Canada | 5 – 0   |
| 12 | Mexico-Stad      | 27 april 1986     | Vriendschappelijk               | Mexico – Canada | 3 – 0   |
| 13 | Toluca           | 6 oktober 1987    | Vriendschappelijk               | Mexico – Canada | 4 – 0   |
| 14 | Victoria         | 12 april 1988     | Vriendschappelijk               | Canada – Mexico | 1 – 0   |
| 15 | Vancouver        | 14 april 1988     | Vriendschappelijk               | Canada – Mexico | 1 – 0   |
| 16 | Vancouver        | 13 mei 1990       | NAFC-kampioenschap 1990         | Canada – Mexico | 2 – 1   |
| 17 | Los Angeles      | 14 maart 1991     | NAFC-kampioenschap 1991         | Mexico – Canada | 3 – 0   |
| 18 | Los Angeles      | 30 juni 1991      | CONCACAF Gold Cup 1991          | Mexico – Canada | 3 – 1   |
| 19 | Mexico-Stad      | 25 april 1993     | WK 1994 kwalificatie            | Mexico – Canada | 4 – 0   |
| 20 | Toronto          | 9 mei 1993        | WK 1994 kwalificatie            | Canada – Mexico | 1 – 2   |
| 21 | Mexico-Stad      | 18 juli 1993      | CONCACAF Gold Cup 1993          | Mexico – Canada | 8 – 0   |
| 22 | Mexico-Stad      | 2 maart 1997      | WK 1998 kwalificatie            | Mexico – Canada | 4 – 0   |
| 23 | Edmonton         | 12 oktober 1997   | WK 1998 kwalificatie            | Canada – Mexico | 2 – 2   |
| 24 | Los Angeles      | 20 februari 2000  | CONCACAF Gold Cup 2000          | Mexico – Canada | 1 – 2   |
| 25 | Mexico-Stad      | 15 augustus 2000  | WK 2002 kwalificatie            | Mexico – Canada | 2 – 0   |
| 26 | Toronto          | 15 november 2000  | WK 2002 kwalificatie            | Canada – Mexico | 0 – 0   |
| 27 | Tuxtla Gutiérrez | 10 september 2008 | WK 2010 kwalificatie            | Mexico – Canada | 2 – 1   |
| 28 | Edmonton         | 15 oktober 2008   | WK 2010 kwalificatie            | Canada – Mexico | 2 – 2   |
| 29 | Seattle          | 11 juli 2013      | CONCACAF Gold Cup 2013          | Mexico − Canada | 2 − 0   |
| 30 | Vancouver        | 25 maart 2016     | WK 2018 kwalificatie            | Canada − Mexico | 0 − 3   |
| 31 | Mexico-Stad      | 29 maart 2016     | WK 2018 kwalificatie            | Mexico − Canada | 2 − 0   |
| 32 | Denver           | 19 juni 2019      | CONCACAF Gold Cup 2019          | Mexico − Canada | 3 − 1   |
| 33 | Houston          | 29 juni 2021      | CONCACAF Gold Cup 2021          | Mexico − Canada | 2 − 1   |
| 34 | Mexico-Stad      | 7 oktober 2021    | WK 2022 kwalificatie            | Mexico − Canada | 1 − 1   |
| 35 | Edmonton         | 16 november 2021  | WK 2022 kwalificatie            | Canada − Mexico | 2 − 1   |
| 36 | Arlington        | 10 september 2024 | Vriendschappelijk               | Mexico − Canada | 0 – 0   |
| 37 | Inglewood        | 20 maart 2025     | CONCACAF Nations League 2024/25 | Canada − Mexico | 0 − 2   |

## Samenvatting
| Competitie              | Totaal gespeeld | Winst Canada | Gelijk | Winst Mexico | Doelsaldo Canada – Mexico |
| ----------------------- | --------------- | ------------ | ------ | ------------ | ------------------------- |
| WK-kwalificatie         | 23              | 2            | 9      | 12           | 15 − 39                   |
| CONCACAF Gold Cup       | 6               | 1            | 0      | 5            | 5 − 19                    |
| CONCACAF Nations League | 1               | 0            | 0      | 1            | 0 − 2                     |
| NAFC-kampioenschap      | 2               | 1            | 0      | 1            | 2 − 4                     |
| Vriendschappelijk       | 5               | 1            | 1      | 3            | 2 − 13                    |
| Totaal                  | 37              | 5            | 10     | 22           | 24 − 77                   |

Wedstrijden bepaald door strafschoppen worden, in lijn met de FIFA, als een gelijkspel gerekend.

## Details

### Eerste ontmoeting
| Canada | 0 – 3 | Mexico                                                          |
|        | goals | 5' Carlos González 46' Crescencio Gutiérrez 72' Carlos González |

### Tweede ontmoeting
| Mexico                                    | 2 – 0 | Canada |
| Crescencio Gutiérrez 8' Enrique Sesma 28' | goals |        |

### Derde ontmoeting
| Canada | 0 – 1 | Mexico                   |
|        | goals | 61' Juan Manuel Borbolla |

### Vierde ontmoeting
| Mexico                                    | 2 – 1 | Canada             |
| Cesáreo Victorino 21' Fernando Bustos 46' | goals | 40' Brian Robinson |

### Twaalfde ontmoeting
| Mexico                                                     | 3 – 0 | Canada |
| Javier Aguirre 43' Luis Flores 84' Alejandro Domínguez 88' | goals |        |

### Zestiende ontmoeting
| Canada                             | 2 – 1 | Mexico                 |
| John Catliff 88' John Catliff 120' | goals | 40' (pen.) Luis Flores |

### Zeventiende ontmoeting
| NAFC-kampioenschap 1991 (Los Angeles, Verenigde Staten, 14 maart 1991): |       |        |
| Mexico                                                                  | 3 – 0 | Canada |
| Luis Roberto Alves 5' Luis Roberto Alves 48' Pedro Duana 53'            | goals |        |

### Achttiende ontmoeting
| Canada           | 1 – 3 | Mexico                                                                       |
| Jamie Lowery 83' | goals | 4' Carlos Hermosillo 40' José Manuel de la Torre 89' (pen.) Benjamín Galindo |

### Negentiende ontmoeting
| Mexico                                                                             | 4 – 0 | Canada |
| Ramón Ramírez 21' Ramón Ramírez 36' Luis Flores 55' Alberto García Aspe 68' (pen.) | goals |        |

### Twintigste ontmoeting
| Canada           | 1 – 2 | Mexico                                     |
| Alex Bunbury 17' | goals | 35' Hugo Sánchez 83' Francisco Javier Cruz |

### 21ste ontmoeting
| Mexico                                                                                        | 8 – 0 | Canada |
| Jorge Rodríguez 4', 67' Octavio Mora 24', 30' Zaguinho 32', 34' Luis Miguel Salvador 83', 88' | goals |        |

### 22ste ontmoeting
| Mexico                                                                               | 4 – 0 | Canada |
| Carlos Hermosillo 51' Benjamin Galindo 61' Carlos Hermosillo 81' Luis dos Santos 88' | goals |        |

### 23ste ontmoeting
| Canada                              | 2 – 2 | Mexico                                  |
| Carlo Corazzin 56' Alex Bunbury 62' | goals | 8' Enrique Alfaro 87' Carlos Hermosillo |

### 24ste ontmoeting
| Mexico            | 1 – 2 | Canada                                  |
| Ramón Ramírez 35' | goals | 83' Carlo Corazzin 92' Richard Hastings |

### 25ste ontmoeting
| Mexico                                          | 2 – 0 | Canada |
| José Manuel Abundis 48' Paul Fenwick 81' (e.d.) | goals |        |

### 26ste ontmoeting
| Canada | 0 – 0 | Mexico |
|        | goals |        |

### 29ste ontmoeting
| Mexico                                   | 2 – 0 | Canada |
| Raúl Jiménez 42' Marco Fabián 57' (pen.) | goals |        |